# Sylvie Winter
Sylvie Winter, später auch Gayan genannt, (* 12. August 1945 in Teplice-Šanov, Tschechoslowakei) ist ein ehemaliges deutsches Fotomodell, sie war auch in der ersten Hälfte der 1970er Jahre kurzzeitig als Schauspielerin bei Film und Fernsehen tätig.

## Leben und Wirken

### Als Fotomodell
Sylvie Winter wurde in der soeben wiedererstandenen Tschechoslowakei geboren. Kurz darauf wurde sie mit ihrer deutschstämmigen Familie von Tschechen vertrieben und landete 1946 in einem Auffanglager in Salzburg. Später siedelte sich die Familie in Berchtesgaden an, wo die kleine Sylvie ihre Kindheit verbrachte.
1961 gewann sie den Zweiten Preis bei der „Schwabinchen“-Wahl der Münchner Abendzeitung. Anschließend versuchte sich Sylvie Winter drei Jahre lang im heimischen Berchtesgaden als Theaterschauspielerin. 1966 wechselte die attraktive Nachwuchskünstlerin ins Modelgeschäft und ließ sich in Frankfurt am Main nieder. Nach drei Jahren kehrte sie 1969 nach München zurück. In diesen Jahren sah man Sylvie Winter, oftmals oben ohne, auf diversen Zeitungscovern, darunter sieben Stern-Titel. Buchungen führten sie regelmäßig nach New York (für die Agentur Ford Models), sie wurde aber auch für Publikationen in Paris, London und Mailand verpflichtet.

### Als Schauspielerin vor der Kamera
Im Mai 1969 trat die an Fotokameras längst gewöhnte Sylvie Winter erstmals vor eine Filmkamera, als sie die zweite weibliche Hauptrolle der Luba in Thomas Schamonis Inszenierung Ein großer graublauer Vogel spielte. Die Hauptrolle übernahm hier Klaus Lemke, dessen „Muse“ und zeitweilige Lebensgefährtin Winter zu Beginn des neuen Jahrzehnts werden sollte. Er gab ihr 1971 die weibliche Hauptrolle in seiner Inszenierung Liebe, so schön wie Liebe und besetzte sie zwei Jahre darauf in dem filmischen Quasi-Porträt Sylvie, in dem sie sich selber als gefragtes Jet-Set Modell spielt. Bereits ein weiteres Jahr später, 1974, wendete sich Sylvie Winter, erschöpft von dem Hype um ihre Person, vollständig von der Schauspielerei ab und verließ Deutschland.

### Die späteren Jahre
Mit ihrem damaligen Lebensgefährten ging Sylvie Winter zunächst nach Italien, wo Guido Mangold sie erneut für den „Stern“ fotografierte. Wie zahlreiche andere jungen Menschen jener Jahre (beispielsweise ihre Kollegin Eva Renzi) ging auch Winter anschließend auf eine Art spirituelle Sinnsuche, schloss sich fünf Jahre lang der Bewegung des Inders Bhagwan Shree Rajneesh an und ließ sich dort den neuen Sannyasin-Namen „Gayan“ geben.
1985 übersiedelte Sylvie „Gayan“ Winter nach Santa Fé im US-amerikanischen Bundesstaat New Mexico. Dort mietete sie ein Haus aus Holz und Glas auf einem Berg in rund 2.700 Metern Höhe an und begann zu schreiben. Nebenbei gab sie Interviews im Radio und im Fernsehen.
Nach eigener Aussage versuchte Sylvie Winter als Buchautorin (Werke wie „Tarot für Frauen“) und in Workshops den Selbstwert und das Selbstvertrauen von Frauen zu stärken und vertiefte sich in die indianische Kultur der Region. 2007 folgte mit „Mein Krafttier finden“ ihr derzeit letztes Werk. In diesem Jahr erkrankte Sylvie Winter an Krebs, konnte jedoch erfolgreich behandelt werden. Die von Winter in New Mexico veranstalteten „Mystic Journeys“ sind Touren mit Europäern, die sie in die Wildnis zur Meditation und zu Powwows in die Indianerreservaten des amerikanischen Südwestens führt.

## Filmografie (komplett)
- 1970: Ein großer graublauer Vogel
- 1970: Mein schönes kurzes Leben (TV)
- 1971: Liebe, so schön wie Liebe
- 1973: Sylvie
- 1974: Je später der Abend (Talkshow-Auftritt)
- 1974: Paul
- 1993: Peter Przygodda, Schnittmeister (Dokumentarfilm, Auftritt)
- 2020: Ein Callgirl für Geister
- 2021: Champagner für die Augen – Gift für den Rest (Dokumentarfilm, Auftritt)